# Enneád
Az enneád vagy Nagy enneád egy kilenc istenségből álló csoport az ókori egyiptomi vallásban akiket Héliopoliszban imádták. A kilenc isten: a napisten Atum; a gyermekei Su és Tefnut; az ő gyermekeik Geb és Nut; és az ő gyermekeik Ozirisz, Ízisz, Széth, és Nebethet. Az enneádba néha beletartozik még Ozirisz és Ízisz fia is Hórusz. 
Az Enneád az ókori Egyiptomban csak egyike volt az istenségek csoportjainak akiket szerte a birodalomban tiszteltek. A heliopolita papok voltak a kilencek szolgálói. De ahogy közeledünk Memphiszhez (és a mai Kairóhoz), ptah isten tisztelete egyre jelentősebb lesz és a kilencek tisztelete csökkent. Emellett Memphisznek saját teremtési története és Istenei voltak, amely az Ogdoád / Hermopolitateremtés köré összpontosul, melyben nyolc isten volt megtalálható.

## Nevének eredete
Az enneád a Görög Enneás (Ἐννεάς) szóból származik melynek a jelentése "a kilenc". Egyiptomi neve, a psḏ.t a szintén 'kilenc' jelentésű psḏ szóból ered. Eredeti kiejtése a szónak bizonytalan, mivel a hieroglifák nem rögzítenek magánhangzókat. Az egyiptológusok a psḏ.t peszedzset szóra fordítják át.

## Galéria

Atum
Su
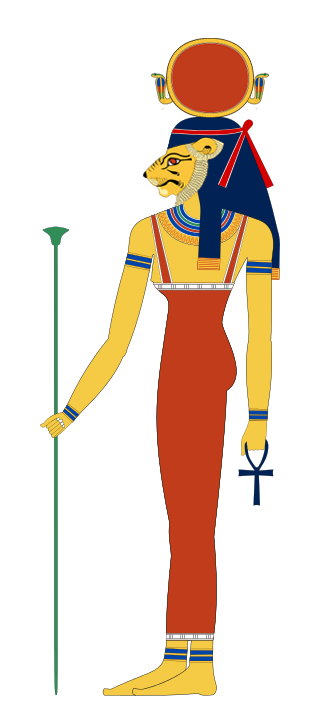
Tefnut
Geb
Nut
Ozirisz
Ízisz
Széth
Nebethet
Hórusz

## Fordítás
Ez a szócikk részben vagy egészben  az   Ennead című angol Wikipédia-szócikk fordításán alapul.  Az eredeti cikk szerkesztőit annak laptörténete sorolja fel. Ez a jelzés csupán a megfogalmazás eredetét és a szerzői jogokat jelzi, nem szolgál a cikkben szereplő információk forrásmegjelöléseként.